# Атака авиабазы K-1
Атака авиабазы К-1 в 2019 году — ракетный удар по авиабазе К-1 в провинции Киркук в Ираке 27 декабря 2019 года. На авиабазе размещался американский военный персонал, задействованный в операции «Непоколебимая решимость». По авиабазе было выпущено более 30 ракет, в результате чего погиб американский гражданский подрядчик, ранены четыре военнослужащих США и два сотрудника иракских сил безопасности. США возложили ответственность за нападение на ополчение «Катаиб Хезболла», поддерживаемое Ираном и иракскую группировку Силы народной мобилизации. Катаиб Хезболла отрицает ответственность за нападение. В ответ США нанесли авиаудар по позициям Катаиб Хезболлы в Ираке и Сирии, убив более 25 человек. За этим последовало нападение на посольство США в Багдаде, которое, в свою очередь, привело к авиаудару США по международному аэропорту Багдада 3 января 2020 года, в результате которого были убиты иранский генерал Касем Сулеймани и командир иракской милиции Абу Махди Аль-Мухандис.
По заявлению бригадного генерала и начальника разведки иракской федеральной полиции на базе К-1 Ахмеда Аднана, к обстрелу может быть причастна группировка «Исламское государство».